# 文字中心主義
文字中心主義、圖文中心主義或書寫主義（Graphocentrism / scriptism）是指認為文字或符號天生優於口語語音或較之更為穩定或高效的觀點。
這種對書面或印刷文字的偏見，與將視覺（sight）置於聽覺（sound）之上、將眼睛（eye）置於耳朵（ear）之上的排名密切相關，這種現象也被稱為「視覺中心主義」（ocularcentrism）。它與「語音中心主義」（phonocentrism）相對立，後者是一種偏重口語的偏見。比起歐洲，中文和一些美洲原住民文化更傾向於文字中心主義。

## 延伸閲讀
- 語音中心主義
- 邏各斯中心主義